# Jacaranda
Genre
Classification APG III (2009)
Tribu
Synonymes
Selon GBIF (21 mai 2022)
- Etorloba Raf.
- Iacranda Pers.
- Icaranda Pers.
- Kordelestris Arruda
- Kordelestris H.Kost.
- Nematopogon (DC.) Bureau & K.Schum.
- Pteropodium DC.
- Pteropodium DC. ex Meisn.

Selon Tropicos (21 mai 2022)
- Etorloba Raf.
- Etroloba Raf.
- Kordelestris Arruda
- Pteropodium A. DC. ex Meisn.
- Rafinesquia Raf.

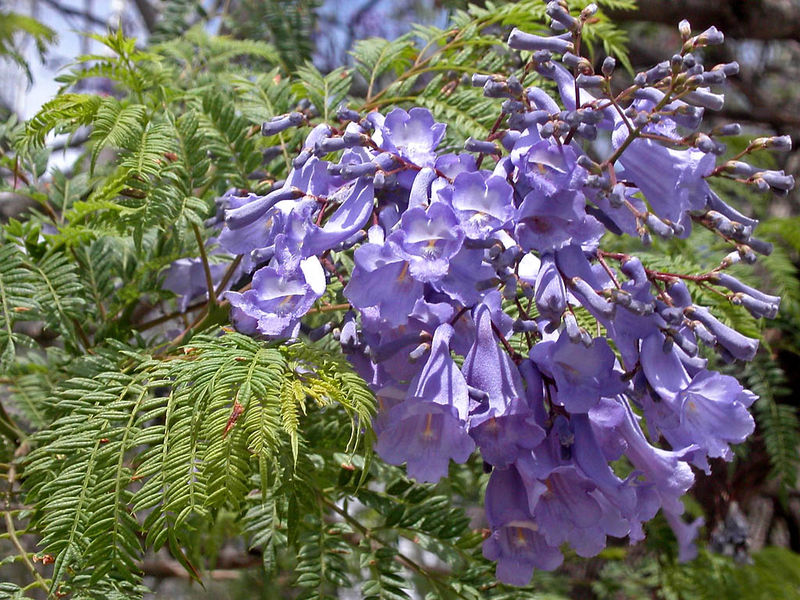
Fleurs de Jacaranda sp.

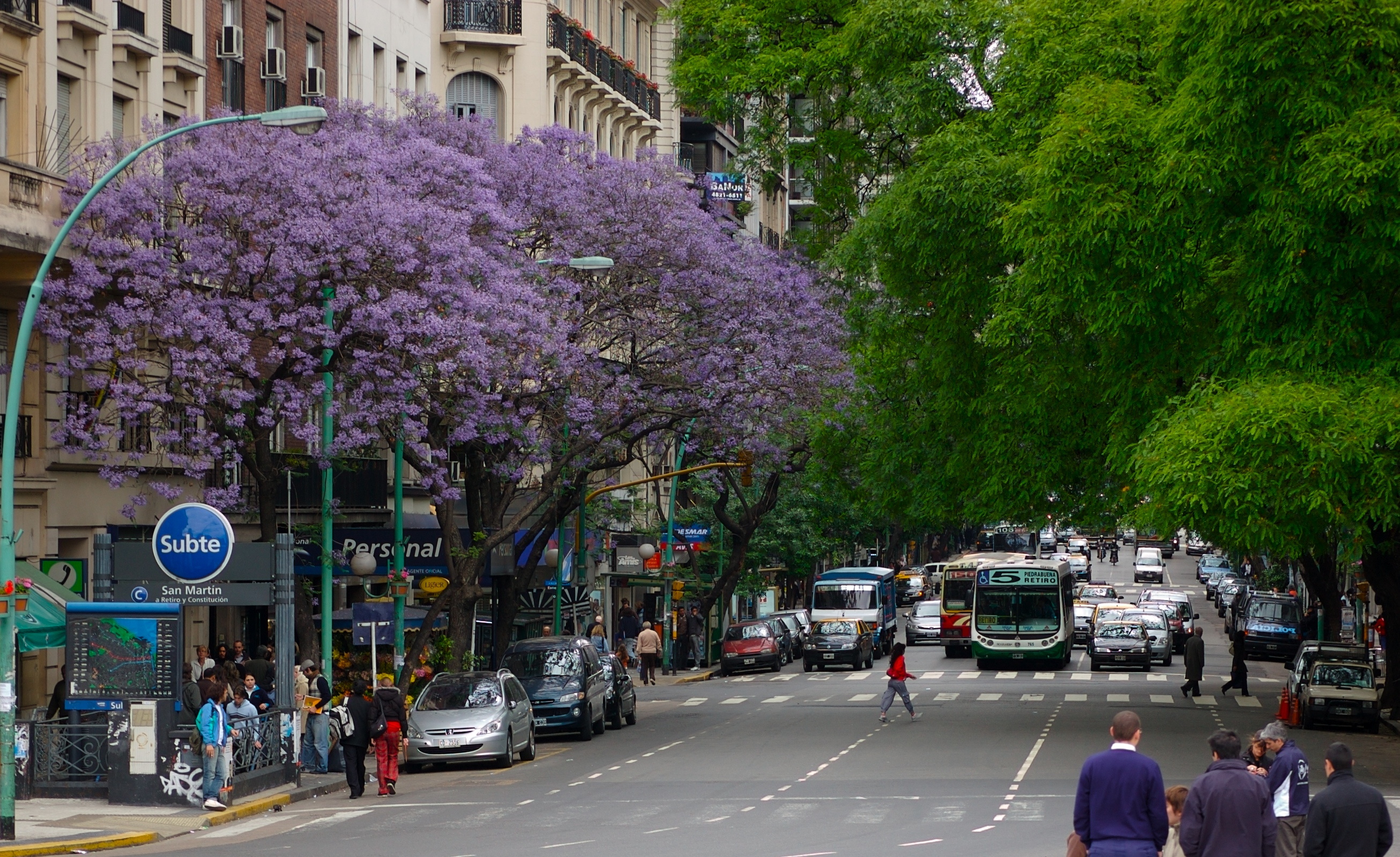
Jacaranda sp. à Buenos Aires, en Argentine.

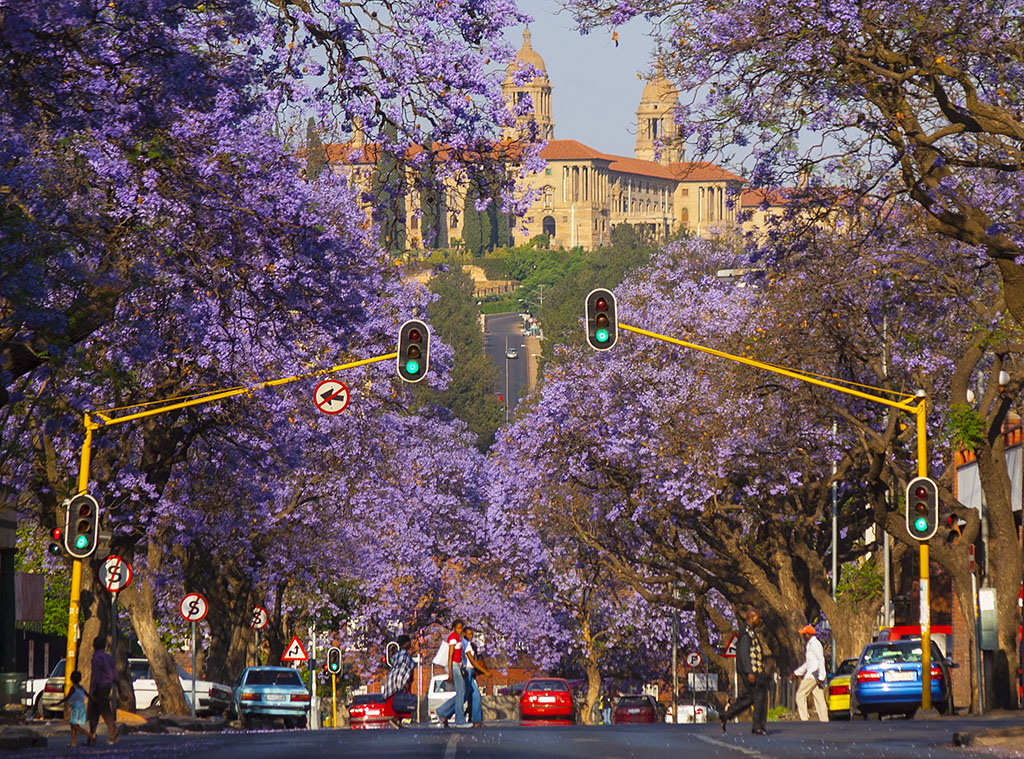
Rue bordée de jacarandas à Pretoria, en Afrique du Sud.

Jacaranda, les jacarandas, est un genre de plantes à fleurs de la famille des Bignoniaceae. Ce sont des arbres originaires d'Amérique du Sud (Paraguay, Uruguay, sud du Brésil et Argentine). Le genre Jacaranda comprend environ 50 espèces et 6 sous-espèces. L'espèce la plus commune est le flamboyant bleu (Jacaranda mimosifolia). Il semble être l'arbre subtropical le plus planté dans le monde.[réf. souhaitée]

## Phylogénie
Les espèces du genre Jacaranda ont été échantillonnées comme sœurs de toutes les autres Bignoniacées. Les travaux phylogénétiques ont fourni un soutien supplémentaire à la monophylie de la tribu. Malgré ça, la compréhension des relations phylogénétiques parmi les membres des Jacarandeae reste pauvre. Ils se distinguent du reste des Bignoniaceae par leur staminode allongé et glandulaire, la forme de leurs feuilles ainsi que leurs fruits qui sont déhiscents, oblongs à circulaires ou elliptiques.

## Taxonomie
La plupart des taxons des Bignoniaceae ont 2n = 40 chromosomes, mais Jacaranda a 2n = 36  ce qui suggère que x = 18 est le numéro de base ancestral de la famille donc n=18 chromosomes. Jacaranda pourrait nous aider à comprendre à l'évolution chromosomique et caryotypique de la famille. Des caractéristiques de distributions d'hétérochromatine ont été étudiées chez plusieurs espèces de Jacaranda. Tous avaient 2n = 36, y compris les premiers comptages pour Jacaranda bracteata. De plus la plupart des espèces de Jacaranda ont des feuilles pennées naturellement composées mais il n'en est pas de même pour toutes car il se pourrait que la distribution de l'hétérochromatine influence la forme des feuilles[réf. à confirmer].

## Description
L’arbre Jacaranda est un bel arbre tropical qui possède des grappes de fleurs parfumées qui sont en forme de trompette de couleur bleu lavande. Les fleurs peuvent apparaître à tout moment d’avril à août. Elles peuvent mesurer jusqu'à 5 cm de long et elles sont regroupées en panicules de 30 cm. Le feuillage de l’arbre est de type fougère, caduque et bien vert. Les feuilles sont bipennées ou pennées. Le fruit des Jacaranda est un fruit déhiscent en forme de cosse d’environ 5 à 7 cm. Il est de couleur marron et n’attire pas la faune car peu voyant et difficilement ouvrable.  On peut classifier les espèces de Jacaranda en deux sections selon leur anatomie : les Monolobos et les Dilobos. Les Monolobos ont un bois contenant des rayons unisériés et homocellulaires alors que les Dilobos ont une position primitive avec des rayons plus larges et hétérocellulaires.

### Appareil végétatif
Les Jacarandas sont des arbres de taille moyenne très variable allant de 1 à 45 mètres de haut mais la majorité mesure entre 7 et 12 mètres. Les troncs sont recouverts d'une écorce gris clair. Le feuillage de l'arbre est de type fougère avec des feuilles disposées en alternance, bipennées composées et caduques. La feuille est de couleur verte et ne change pas à l'automne. Les feuilles peuvent atteindre jusqu'à 50 cm de longueur ce qui fait de cet arbre un excellent arbre d'ombre. Les feuilles peuvent être considérées comme semi-persistantes ou caduques selon le climat dans lequel il est cultivé.

### Appareil reproducteur
Le Jacaranda possède des fleurs à corolles qui vont du bleu au magenta et qui sont en forme de trompette. Les fleurs sont rassemblées en inflorescences de type thyrsoïde (= grappe de cymes). La fleur présente un calice cupulaire court d’environ 5 à 6 mm, brun et gamosépale. Le staminode est entier avec des anthères fixés au filet par sa base. Les fleurs sont hermaphrodites, zygomorphes et nectarifères. L’ovaire est aplati et allongé et contient en moyenne 243 ovules.
Les fruits sont des capsules sèches et mesurant 5 à 7 cm. Ils sont déhiscents et contiennent de nombreuses graines légères qui ont une aile membranaire de 1 à 2 cm de diamètre.

## Biologie
Jacaranda est une espèce à croissance rapide et légère mais avec des taux de mortalité élevés. Il ne se régénère avec succès que dans les grands espaces lumineux.

### Pollinisation
La pollinisation du Jacaranda se fait par attraction des pollinisateurs grâce à une sécrétion des trichomes glanduleux. On parle de pollinisation entomogame. Les staminodes (étamines stériles) jouent un rôle dans l’augmentation du contact des pollinisateurs avec les organes reproducteurs. La plupart des espèces de Jacaranda semblent être pollinisées par les abeilles Euglossa et Centris, abeilles solitaires et de taille moyenne compatibles avec le tube corollaire. Il y a alors un contact direct avec les structures reproductrices et la fréquence des visites est élevée.
Il existe également une dissémination des graines par le vent. Les fruits de Jacaranda sont produits de novembre à mars et la dispersion des graines est concentrée pendant la saison des pluies de février à mai. Les fruits sont impénétrables et il n'existe pas de dispersion par les animaux (zoogamie). Les fruits restent scellés jusqu'à devenir mûrs.

## Écologie

### Parasitisme
Ceroplastes grandis, un insecte hémiptère, est un parasite des branches terminales de Jacaranda mimosifolia où il est très abondant. Ces attaques sont graves et peuvent entraîner la mort de plusieurs arbres.

### Bioindicateur
Les feuilles de J. mimosifolia peuvent être utilisées comme bio-moniteurs de polluants atmosphériques.
Les feuilles du Jacaranda mimosifolia piègent ainsi les métaux tels que le Plomb, le Cuivre, le Manganèse, l’Antimoine et le Fer. Ce piégeage est rendu possible grâce à la structure large et grande de leurs feuilles qui permettent une couverture plus large.

## Distribution et habitat
Le Jacaranda est natif d’Argentine, du Brésil et de Bolivie mais il a été importé dans de nombreux pays comme par exemple l’Australie, les États-Unis et l'Afrique du Sud.
Les arbres Jacaranda préfèrent les sols bien drainants et modérément sablonneux avec un niveau de pH légèrement acide. Ils tolèrent également les sols argileux. Ils apprécient beaucoup la chaleur et l'humidité mais peuvent être vulnérables à l’échaudage du tronc dans les zones à températures élevées constantes. Ils ont des fortes capacités de régénération dans les grandes lacunes lumineuses.

### Espèce géophyte
Les Jacaranda ne sont pas tous géophytes mais il existe une espèce fascinante qui pousse sous terre. Le Jacaranda decurrens est un arbre géophyte qui possède de petites branches aériennes saisonnières qui proviennent de systèmes souterrains ligneux. L'arbre souterrain se propage horizontalement de 5 à 50 cm sous la surface et possède des branches secondaires qui se divergent vers le haut et qui émergent de façon saisonnière à intervalles relativement réguliers. Le plus grand J. decurrens avait une couronne circulaire de 22 m de diamètre et occupait 380 m2. Il pousse avec plusieurs espèces sympatriques d’arbres souterrains.

### Espèce menacée
Certaines espèces de Jacaranda sont menacées, comme J. arborea qui est une espèce endémique cubaine et qui figure sur la liste rouge de l’Union internationale pour la conservation de la nature et des ressources naturelles des espèces menacées (UICN). Bien que cette espèce soit dans un cas critique, on trouve également des espèces dont la population décroît comme J. mimosifolia, J. orinocensis et J. selleana.La population de Jacaranda mimosifolia est notamment décroissante car elle est considérée comme envahissante dans des régions du Monde, c'est pourquoi son implantation est limitée.

### Espèce envahissante
Alors que d’autres espèces de Jacaranda sont en voie de disparition, le Jacaranda mimosifolia est considéré comme une espèce envahissante dans certaines zones d’Afrique du Sud et d’Australie car il concurrence les espèces indigènes. Il peut se développer sous des arbres plantés et ainsi exclure d’autres végétaux. A Pretoria, le phénomène est tellement important que la ville est désormais appelée la ville des Jacarandas et la plupart des gens pensent que les arbres Jacaranda sont indigènes à Pretoria alors qu’ils ont été importés d’Argentine, du Brésil et de Bolivie.

## Foresterie
Le Jacaranda copaia est recommandé dans les projets d’agroforesterie, de reboisement et de récupération des terres dégradées en Amérique du Sud et Centrale en raison de sa croissance rapide dans des environnements très lumineux et il est persistant dans les forêts matures. Il s’agit d’un arbre pionnier que l’on trouve habituellement colonisant les lacunes forestières et les bords de forêt. L’espèce peut également être introduite à l'intérieur de la forêt.

## Utilisations

### Arbre d'ornement
Le Jacaranda a été introduit comme arbre ornemental dans la plupart des régions des tropiques et au Kenya en 1907 à l’arboretum de Nairobi où il est maintenant un arbre ornemental exceptionnel.

### Bois
Le bois du Jacaranda est brun clair, modérément lourd, texturé fin, et facile à travailler. Ce bois peut également être utilisé comme carburant et servir de bois de chauffage. Il est également utilisé en menuiserie ou encore pour les poteaux et pour la fabrications de petits articles comme des poignées d’outils et des sculptures. Il existe un bois destiné au commerce nommé “jacaranda” mais qui ne vient pas de cet arbre mais de Dalbergia nigra.

### Outils
Le fruit capsulaire de Jacaranda est utilisé par les Indiens Siona de l’Équateur amazonien comme outil pour façonner la poterie.

## Usages médicinaux
Les espèces de Jacaranda ont été utilisées pour le traitement des maladies vénériennes, affections de la peau, de l'estomac et des intestins. Le Jacaranone est un constituant chimique présent dans l’arbre Jacaranda et il aurait des propriétés anticancéreuses et anti microbiennes. Il pourrait également agir sur des activités antitumorales. L'arbre Jacaranda arborea a été traditionnellement utilisé en médecine populaire pour le traitement de l'acné et comme acaricide. Les feuilles de la plante peuvent être utilisées pour lutter contre la syphilis et les ulcères (Jacaranda tapisosa). Les constituants et propriétés chimiques diffèrent selon les espèces du genre.
Les feuilles et l'écorce sont les principales pièces utilisées. Elles sont appliquées directement sur la blessure ou sous forme d'infusion ou de décoction.

### Pharmacologie
De par sa forte utilisation en ethnobotanique traditionnelle, le genre Jacaranda pourrait être une source potentielle de produits pharmaceutiques à base de plantes. Il est une source naturelle d’antioxydants et possèdent des activités antioxydantes, antidépressives, antimicrobiennes, anti cancéreuses, anti-leishmaniennes, anti-protozoaires, hypotensives et enfin anti-hypertriglycéridémies.[réf. souhaitée]

### Phytochimie
Les produits phytochimiques sont des composés chimiques qui se produisent naturellement dans les plantes et qui peuvent avoir des propriétés préventives. Il y a plusieurs groupes de composés phytochimiques qui ont été signalés à partir de Jacaranda comme les flavonoïdes, les phénylpropanoïdes, les quinones, les stérols, les triterpènes et les acides gras.
L’extrait de Jacaranda pourrait être un alternatif antimicrobienne et antioxydante naturel en raison de la quantité considérable de composés polyphénoliques. Ces composés servent durablement à l'isolement des ingrédients actifs qui pourraient aider dans l'agriculture, l'aquaculture, l'élevage, la pharmacie et d'autres secteurs industriels. Ils pourraient être la solution pour remédier aux problèmes tels que le stress oxydatif et les abus microbiens.[réf. souhaitée]

### Allergie
Le Jacaranda peut être une source d'allergie pour les personnes qui se trouvent autour. En effet, l'Institut Finlandais de la santé et du travail de 1976 à 1999 a rapporté que les dermatoses allergiques, provoquant diverses symptômes cutanés et muqueux étaient causées par l'émission de poussière de bois des arbres du genre Jacaranda.

## Divers
Le nom Jacaranda est également appliqué à plusieurs espèces d’arbres du genre Macherium de la famille des pois (Facabeae).

### Amérique du Sud
Les espèces du genre Jacaranda font partie du folklore[précision nécessaire] et des pratiques ethnobotaniques dans certaines[Lesquelles ?] régions d’Amérique du Sud.

### Australie
Le genre Jacaranda est naturalisé dans de nombreux pays dont l’Australie pour la beauté de son feuillage et de ses fleurs. En Australie, il est cultivé comme plante ornementale. Chaque année, lorsque les arbres Jacaranda fleurissent, les citoyens de Grafton organisent une fête, le Grafton Jacaranda Festival qui a un esprit carnavalesque.

### Jacaranda city
Avec environ 50 000 arbres plantés le long de ses rues, parcs et jardins, la ville de Pretoria en Afrique du sud est surnommée la ville des Jacarandas.
Au printemps austral, la ville entière se teinte de bleu violet. Les nouvelles plantations sont interdites car l'espèce est envahissante.

## Liste d'espèces
Selon GBIF (21 mai 2022) :
- Jacaranda acutifolia Humb. & Bonpl.
- Jacaranda acutifolia Kunth
- Jacaranda arborea Urb.
- Jacaranda atrolilacina C.T.White
- Jacaranda bracteata Bureau & K.Schum.
- Jacaranda brasiliana (Lam.) Pers.
- Jacaranda bullata A.H.Gentry
- Jacaranda bullosa Huber
- Jacaranda caerulea (L.) Juss.
- Jacaranda campinae A.H.Gentry & Morawetz
- Jacaranda carajasensis A.H.Gentry
- Jacaranda caroba (Vell.) DC.
- Jacaranda caroba hort. ex Lem.
- Jacaranda caucana Pittier
  - Jacaranda caucana subsp. caucana
  - Jacaranda caucana subsp. glabrata A.H.Gentry
- Jacaranda copaia (Aubl.) D.Don, 1823
  - Jacaranda copaia subsp. copaia
  - Jacaranda copaia subsp. spectabilis (C.Mart. ex A.DC.) A.H.Gentry
- Jacaranda corcovadensis Glaz., 1911
- Jacaranda cowellii Britton & Wilson
- Jacaranda crassifolia Morawetz
- Jacaranda cuspidifolia Kuntze, 1898
- Jacaranda cuspidifolia Mart.
- Jacaranda decurrens Cham.
- Jacaranda duckei Vattimo
- Jacaranda egleri Sandwith
- Jacaranda ekmanii Alain
- Jacaranda glabra (A.DC.) Bureau & Schumann
- Jacaranda goiasensis Vattimo
- Jacaranda grandifoliolata A.H.Gentry
- Jacaranda hesperia Dugand
- Jacaranda heterophylla Bureau & K.Schum.
- Jacaranda heterophylla M.M.Silva
- Jacaranda hirsuta Vattimo
- Jacaranda intricata A.H.Gentry & Morawetz
- Jacaranda irwinii A.H.Gentry
- Jacaranda jasminoides (Thunb.) Sandwith
- Jacaranda lancifolia Cortés
- Jacaranda lilacina Corr.Mello
- Jacaranda longiflora Britton, 1900
- Jacaranda macrantha Cham.
- Jacaranda macrocarpa Bureau & K.Schum.
- Jacaranda micrantha Cham.
- Jacaranda microcalyx A.H.Gentry
- Jacaranda mimosifolia D.Don
- Jacaranda montana Morawetz
- Jacaranda mutabilis Hassl.
- Jacaranda obovata Cham.
- Jacaranda obtusifolia Humb. & Bonpl.
  - Jacaranda obtusifolia subsp. obtusifolia
  - Jacaranda obtusifolia subsp. rhombifolia (G.Mey.) A.H.Gentry
- Jacaranda obtusifolia Kunth
- Jacaranda orinocensis Sandwith
- Jacaranda paucifoliata Mart. ex DC.
- Jacaranda paucifoliolata Mart. ex DC.
- Jacaranda poitaei Urb.
- Jacaranda praetermissa Sandwith
- Jacaranda puberula Cham.
- Jacaranda pulcherrima Morawetz
- Jacaranda racemosa Cham.
- Jacaranda rondoniae Vattimo
- Jacaranda rufa Silva Manso
- Jacaranda rugosa A.H.Gentry
- Jacaranda selleana Urb.
- Jacaranda simplicifolia K.Schum. ex Bureau & K.Schum.
- Jacaranda sparrei A.H.Gentry
- Jacaranda subalpina Morawetz
- Jacaranda ulei Bureau & K.Schum.
- Jacaranda undulata Steud.
- Kordelestris syphilitica Arruda
- Kordelestris undulata Arruda

Selon Tropicos (21 mai 2022) (Attention liste brute contenant possiblement des synonymes) :
- Jacaranda abbottii Urb., 1922
- Jacaranda acutifolia Bonpl., 1805 [1808]
- Jacaranda alagoensis Vattimo, 1984
- Jacaranda alba (Aubl.) Spreng., 1825
- Jacaranda amazonensis Vattimo, 1978
- Jacaranda arborea Urb., 1912
- Jacaranda arrabidae Steud., 1840
- Jacaranda arvensis (Vell.) Steud., 1840
- Jacaranda atrolilacina C.T. White, 1929
- Jacaranda atropurpurea Rusby, 1927
- Jacaranda bahamensis R. Br., 1822
- Jacaranda bahiensis Vattimo, 1984 [1985]
- Jacaranda bracteata Bureau & K. Schum., 1897
- Jacaranda brasiliana (Lam.) Pers., 1807
- Jacaranda bullata A.H. Gentry, 1978 [1979]
- Jacaranda bullosa Huber
- Jacaranda caerulea (L.) J. St.-Hil., 1805
- Jacaranda caerulea (L.) Juss., 1789
- Jacaranda campinae A.H. Gentry & Morawetz, 1985
- Jacaranda carajasensis A.H. Gentry, 1992
- Jacaranda caroba (Vell.) A. DC., 1845
- Jacaranda caroliniana Pers., 1807
- Jacaranda caucana Pittier, 1917
- Jacaranda cauliflora Bureau & K. Schum., 1897
- Jacaranda chapadensis Barb. Rodr., 1902
- Jacaranda chelonia Griseb., 1874
- Jacaranda clausseniana Casar., 1843
- Jacaranda compinae A.H. Gentry & Morawetz, 1985
- Jacaranda copaia (Aubl.) D. Don, 1823
- Jacaranda cowellii Britton & P. Wilson	Bull., 1915
- Jacaranda crassifolia Morawetz, 1979
- Jacaranda crystallana Bureau & K. Schum., 1897
- Jacaranda curialis (Vell.) A. DC., 1845
- Jacaranda cuspidifolia Mart., 1841
- Jacaranda cuspidifolia Mart. ex A. DC., 1845
- Jacaranda cuspidifolia Kuntze, 1898
- Jacaranda decurrens Cham., 1832
- Jacaranda densicoma Mart. ex DC., 1845
- Jacaranda digitaliflora Lem., 1864
- Jacaranda duckei Vattimo, 1984
- Jacaranda echinata Spreng., 1825
- Jacaranda egleri Sandwith, 1962
- Jacaranda ekmanii Alain, 1968
- Jacaranda elegans Mart. ex A. DC., 1845
- Jacaranda elliptica (Vell.) Steud., 1841
- Jacaranda elliptica (Vell.) Mart. ex A. DC., 1845
- Jacaranda endotricha A. DC., 1845
- Jacaranda filicifolia D. Don, 1823
- Jacaranda filicifolia D. Don ex Seem., 1854
- Jacaranda glabra (A. DC.) Bureau & K. Schum., 1897
- Jacaranda gloxiniiflora Lem., 1856
- Jacaranda goiasensis Vattimo, 1982 [1983]
- Jacaranda gomesiana Rizzini, 1976
- Jacaranda grandifoliolata A.H. Gentry, 1985
- Jacaranda gualanday Cortés, 1897
- Jacaranda hebephora A. DC., 1845
- Jacaranda hesperia Dugand, 1954
- Jacaranda heterophylla Bureau & K. Schum.
- Jacaranda heterophylla M.M. Silva, 2017
- Jacaranda heteroptila Bureau & K. Schum., 1897
- Jacaranda hirsuta Vattimo, 1980
- Jacaranda intermedia Sond., 1849
- Jacaranda intermedia Huber, 1906
- Jacaranda intricata A.H. Gentry & Morawetz, 1992
- Jacaranda irwinii A.H. Gentry, 1974
- Jacaranda jasminoides (Thunb.) Sandwith, 1937
- Jacaranda lancifolia Cortés, 1897
- Jacaranda lasiogyne Bureau & K. Schum., 1897
- Jacaranda longiflora Britton ex Rusby, 1900
- Jacaranda macrantha Cham., 1832
- Jacaranda macrocarpa Bureau & K. Schum., 1894
- Jacaranda mendoncaei Bureau & K. Schum., 1897
- Jacaranda micrantha Cham., 1832
- Jacaranda microcalyx A.H. Gentry, 1992
- Jacaranda mimosifolia D. Don, 1822
- Jacaranda montana Morawetz, 1979
- Jacaranda morii A.H. Gentry, 1985
- Jacaranda mutabilis Hassl., 1911 [1910]
- Jacaranda nitida A. DC., 1845
- Jacaranda obovata Cham., 1832
- Jacaranda obovata Mart. ex A. DC., 1845
- Jacaranda obtusifolia Bonpl., 1808 [1805]
- Jacaranda orbiculata (Jacq.) Spreng., 1825
- Jacaranda orinocensis Sandwith, 1958
- Jacaranda ovalifolia R. Br., 1822
- Jacaranda oxyphylla Cham., 1832
- Jacaranda paraensis (Huber) Vattimo, 1977
- Jacaranda paucifoliata Mart. ex DC., 1845
- Jacaranda paucifoliolata Mart. ex A. DC., 1845
- Jacaranda paulistana Silva Manso, 1836
- Jacaranda poitaei Urb., 1912
- Jacaranda praetermissa Sandwith, 1955
- Jacaranda procera R. Br., 1822
- Jacaranda procera (Willd.) Spreng., 1825
- Jacaranda pteroides Silva Manso, 1836
- Jacaranda puberula Cham., 1832
- Jacaranda pubescens Lodd. ex G. Don, 1826
- Jacaranda pubescens Guill. ex A. DC., 1845
- Jacaranda pulcherrima Morawetz, 1979
- Jacaranda purpurea Vattimo, 1984
- Jacaranda quinquefolia Steud. ex DC., 1845
- Jacaranda racemosa Cham., 1832
- Jacaranda rachidoptera Bureau & K. Schum., 1897
- Jacaranda rhombifolia G. Mey., 1818
- Jacaranda robertii S. Moore, 1907
- Jacaranda rondoniae Vattimo, 1980
- Jacaranda rufa Silva, 1836
- Jacaranda rugosa A.H. Gentry, 1992
- Jacaranda sagraeana A. DC., 1845
- Jacaranda selleana Urb., 1929
- Jacaranda semiserrata Cham., 1832
- Jacaranda simplicifolia K. Schum., 1897
- Jacaranda sparrei A.H. Gentry, 1977
- Jacaranda spectabilis Mart. ex DC., 1845
- Jacaranda subalpina Morawetz, 1979
- Jacaranda subrhombea A. DC., 1845
- Jacaranda subvelutina Mart. ex A. DC., 1845
- Jacaranda superba Pittier, 1939 [1940]
- Jacaranda tomentosa R. Br., 1822
- Jacaranda trianae Kraenzl., 1921
- Jacaranda tuberculosa (Vell.) Steud., 1841
- Jacaranda ulei Bureau & K. Schum., 1897
- Jacaranda undulata Steud., 1840
- Jacaranda variifolia Urb., 1922

Selon NCBI (30 sept. 2011) :
- Jacaranda arborea
- Jacaranda copaia
- Jacaranda mimosifolia
- Jacaranda rufa
- Jacaranda sparrei

Selon ITIS (30 sept. 2011) :
- Jacaranda mimosifolia D. Don

On compte 49 espèces :
- Jacaranda acutifolia
- Jacaranda arborea
- Jacaranda bracteata
- Jacaranda brasiliana
- Jacaranda bullata
- Jacaranda caerulea
- Jacaranda campinae
- Jacaranda carajasensis
- Jacaranda caroba
- Jacaranda caucana
- Jacaranda copaia
- Jacaranda cowellii
- Jacaranda crassifolia
- Jacaranda cupsidofolia
- Jacaranda decurrens
- Jacaranda duckei
- Jacaranda egleri
- Jacaranda ekmanii
- Jacaranda glabra
- Jacaranda grandifoliolata
- Jacaranda hesperia
- Jacaranda intricata
- Jacaranda irwinii
- Jacaranda jasminoides
- Jacaranda macrantha
- Jacarandda macrocarpa
- Jacaranda microcalyx
- Jacaranda mimosifolia
- Jacaranda montana
- Jacaranda mutabilis
- Jacaranda obovata
- Jacaranda obtusifolia
- Jacaranda orinocensis
- Jacaranda paucifoliata
- Jacaranda poitaei
- Jacaranda praetermissa
- Jacaranda puberula
- Jacaranda pulcherrima
- Jacaranda racemosa
- Jacaranda rugosa
- Jacaranda selleana
- Jacaranda simplicifolia
- Jacaranda sparrei
- Jacaranda subalpina
- Jacaranda ulei[17]

## Dans la culture
- En 1965, l'autrice népalaise Parijat publie le roman La Fleur bleue du jacaranda, où la floraison de cet arbre indique le passage du temps.
- En 2017, Peter Kimani publie "Danse of the Jakaranda"[18]. Situé dans l'ombre de l'indépendance du Kenya par rapport à la Grande-Bretagne, Dance of the Jakaranda réimagine la montée et la chute du colonialisme, ainsi que les circonstances qui ont rassemblé les races pour poser la voie ferrée qui a annoncé la naissance de la nation. Le roman retrace la vie de trois hommes : le prédicateur Richard Turnbull, l'administrateur colonial Ian McDonald et le technicien indien Babu Salim, dont les vies se croisent lorsqu'ils sont impliqués dans la naissance controversée d'un enfant. Le roman est ancré dans la tradition des contes africains, son langage est un mélange de rêve, d'exaltation et de terre qui crée de nouveaux seuils d'identité.
- L'artiste Gaël Faye clôture sa luxuriante trilogie végétale en semant les dernières graines avec son album Mauve Jacaranda[19].
- Le 14 août 2024, Gaël Faye publie son 2ème roman intitulé Jacaranda[4]. Celui-ci raconte l'histoire du Rwanda et ses silences sur 4 générations d'une même famille.